# Зграда Класне лутрије у Београду
Зграда Класне лутрије се налази у београдској општини Стари град, у улици Васе Чарапића број 20. Подигнута је 1899. године и представља значајан пример архитектуре академизма. Статус споменика културе добила је 2013. године.

## Класна лутрија
Српска државна класна лутрија основана је 1890. године, а названа је класна зато што је свако коло лутријских добитака имало пет класа. Од сваког добитка на лутрији држава је користила одређени проценат за унапређење привреде. Својим приходима помагала бројне уметничке и просветне манифестације у земљи. Класна лутрија се бавила и давањем зајмова.
Током свог постојања ова установа је мењала назив, па се једно време звала Српска краљевска државна класна лутрија, а од 1919. године Државна класна лутрија. Као скраћени назив усталило се име Класна лутрија, које ће понети и наменски саграђено здање за ову установу. После 1945.године, Класна лутрија је претворена у Југословенску лутрију, која је постојала до 1991. године. Државни значај установе утицао је на пројектно решење и репрезентативан спољашњи изглед зграде.

## Изглед зграде
Зграда Класне лутрије подигнута је 1899. године као једноспратна зграда у духу академизма. Изграђена је према пројекту архитекте Милана Капетановића и инжењера Милоша Савчића, под покровитељством Министарства народне привреде.
Стилско обликовање фасада изведено је према замисли Милана Капетановића док је унутрашњу диспозицију урадио инжењер Савчић.
Зграда се састоји од два неједнака крила спојена угаоним делом, засеченим са уличне стране и заобљеним према дворишту. Посебна пажња посвећена је угаоном делу, где се налази главни улаз, са елементима француске неоренесансе и необарока, док су бочне фасаде решене једноставније са елементима италијанске неоренесансе.
Репрезентативан изглед угаоног дела огледа се у залученим резбареним дрвеним вратима, уоквиреним рустичним полустубовима који носе тимпанон са лављом маском. Мотив лавље главе понавља се и на вратима, у њиховој орнаментици, заједно са иницијалима установе. Изнад врата постављен је француски прозор са лунетом изнад, где је постављен и грб Краљевине Србије, а све заједно надвишава пирамидално кубе са сатом и бочним крилима.
Крила зграде имају различите фасаде. Она према Васиној улици делује раскошније, док је она према улици Књегиње Љубице једноставнија. Заједничко им је то што су им приземља обрађена налик на рустику и што прозори на спрату имају тимпаноне. На фасади из Васине улице као украс прозора на спрату јављају се још и балустраде и стубови са јонским капителима. У пољима између таванских прозора извајане су гирланде. Завршетак ове фасаде чини атика у виду балустраде, у чијем је саставу велики троугласти тимпанон испуњен декоративним рељефом. На фасади из улице Кнегиње Љубице се издваја средњи део са великим колским улазом.
После Другог светског рата зграда Класне лутрије променила је намену. Лутрија се преселила у нове просторије, а зграда је одређена за смештај Историјског архива Београда. Историјски архив Београда радио је у згради Класне лутрије од 1954. до 1972. године. После исељења Историјског архива Београда, зграду Класне лутрије користила је Београдска банка. Од 2004. године у згради Класне лутрије налазило се Министарство за дијаспору., а од 2017. Национални савет за координацију сарадње са Руском Федерацијом и Народном Републиком Кином.